# La piel suave (película de 1964)
La piel suave (en francés: La peau douce) es una película romántica franco-portuguesa de 1964, que fue dirigida por François Truffaut y protagonizada por Jean Desailly, Françoise Dorléac y Nelly Benedetti. Con un guion de Truffaut y Jean-Louis Richard, la película trata sobre un exitoso escritor y conferencista casado que conoce y tiene una aventura con una atractiva azafata a quien dobla en edad. La película fue rodada en locaciones de París, Reims y Lisboa, e incluye varias escenas hechas en el aeropuerto de París-Orly. En 1964 la película fue nominada a la Palma de Oro en el Festival de Cine de Cannes. A pesar del reciente éxito que había tenido Truffaut con Jules y Jim y Los 400 golpes, La piel suave no logró buenos resultados en taquilla.

## Trama
Pierre Lachenay, un hombre casado y padre de familia de mediana edad así como conocido escritor, conferencista y editor de una revista literaria, llega con las justas al aeropuerto de París-Orly para tomar su avión a Lisboa. Al desembarcar, los fotógrafos que se han reunido para darle la bienvenida a Pierre le piden que pose para una foto con Nicole, una bella y joven azafata que le llamó la atención durante el vuelo.
Tras dar una conferencia sobre «Balzac y el dinero» en un auditorio atiborrado, Pierre regresa a su hotel, donde también resulta estar alojada Nicole. La ve en el ascensor y luego, habiendo notado el número de la habitación en su llave, la llama desde su propia habitación para preguntarle si le gustaría tomar una copa, pero Nicole se niega debido a la hora. Poco después de colgar, Nicole le devuelve la llamada y Pierre acepta que salgan a tomar unas copas la noche siguiente, a pesar de que tenía previsto tomar un avión al mediodía.
En su cita, Pierre y Nicole se quedan conversando en un bar hasta el amanecer, y al regresar a su hotel hacen el amor en la habitación de ella. Nicole le da su número de teléfono en el vuelo de regreso a París, y esa noche, mientras él y su esposa Franca tienen una reunión con amigos amigos, Pierre se escabulle e intenta llamarla, pero no la encuentra en casa.
Cuando Pierre logra comunicarse con Nicole al siguiente día, se encuentran brevemente y Pierre empieza a usar varias excusas para poder escaparse y encontrarse con Nicole en el aeropuerto entre los vuelos que ella tiene. Cuando Nicole finalmente logra encontrar un tiempo libre, acuerdan pasar la noche juntos, aunque no en el apartamento de ella, pues dice que su casera conoce a sus padres. Se dirigen a un club nocturno, donde Pierre la ve bailar, y planean pasar la noche en un hotel, pero deciden no registrarse pues las circunstancias comienzan a hacerlos sentir sórdidos. Pierre lleva a Nicole a casa y la invita a acompañarle a un viaje nocturno a Reims la semana siguiente. Ella acepta y, no queriendo que él regrese a su casa, lo invita a pasar a su apartamento.
Pierre y Nicole conducen de París a Reims, quedándose en un hotel apartado. Pierre solo había accedido a la petición de su amigo Clément de hacer la introducción a la proyección del documental Avec André Gide para poder estar a solas con Nicole, pero debe asistir a una cena, luego dar su discurso y luego salir a tomar unas copas con Clément, mientras Nicole se queda sola en el hotel, no logra conseguir entradas para la proyección y un hombre en la calle le hace proposiciones indecentes repetidas veces. Para evitar tener que ir a una recepción tras la proyección, Pierre dice que debe regresar a París, pero Clément lo sorprende pidiéndole que también lo lleve, por lo que Pierre se ve obligado a aceptar, solo para dejar a Clément botado y recoger a Nicole en el hotel. Nicole está molesta y humillada, pero lo perdona cuando él se disculpa y le describe la velada que pasó.
Tras conducir toda la noche, Pierre y Nicole se detienen en una romántica posada. Tras divertirse, Pierre decide llamar a su esposa a decirle que tuvo que extender su estadía en Reims, descubriendo que Franca sabe que está mintiendo. Tras dejar a Nicole en su apartamento, Pierre regresa a su casa, donde Franca lo acusa de tener una aventura. Pierre le responde que sólo necesitaba pasar un tiempo a solas, pero Franca no le cree y le dice que cree que deben separarse. Pierre, creyendo que Franca le está echando un farol, no le discute y se va a dormir a su oficina.
Franca le informa a Pierre que va a iniciar un proceso de divorcio. Cuando Pierre va a casa por sus cosas, Franca vacila entre tratarlo con frialdad, golpearlo, rogarle que le pida perdón o besarlo. Terminan haciendo el amor y, cuando Pierre se va, su esposa le pregunta si desea volver con ella, pero Pierre responde que cree que nunca funcionaría. Odile, una amiga de Franca, llega a visitarla y la encuentra en un muy mal estado, temiendo que intente suicidarse, así que tira las pastillas para dormir que encuentra en el baño.
Entretanto, en un restaurante, Pierre se encuentra avergonzado por el alto tono de voz de Nicole y esta le pide que la lleve a casa. Se disculpa y dice que ha tenido una semana difícil y que extraña ver a su hija todos los días. Cuando luego Pierre le muestra a Nicole el apartamento que planea comprar para los dos, Nicole le dice que cayó en la cuenta de que son incompatibles y decide romper la relación. Mientras tanto, Franca utiliza un recibo que encuentra en el bolsillo de una de las chaquetas de Pierre para ir a recoger unas fotografías, que resultan ser las tomadas por Pierre y Nicole durante su fin de semana romántico. Con un afecto plano, Franca se dirige entonces a un restaurante que frecuenta Pierre, le arroja las fotos en la cara y le dispara con una escopeta. Tras soltar el arma y sentarse, una leve sonrisa cruza sus labios.

## Reparto
- Jean Desailly como Pierre Lachenay, famoso escritor y conferenciante
- Françoise Dorléac como Nicole, azafata de vuelo y amante de Pierre
- Nelly Benedetti como Franca Lachenay, esposa de Pierre y madre de Sabine
- Daniel Ceccaldi como Clément, amigo de Pierre en Reims
- Laurence Badie como Ingrid, la niñera de Sabine
- Sabine Haudepin como Sabine Lachenay, hija de Pierre y Franca
- Philippe Dumat como el Sr. Bertrand, director del cine de Reims
- Dominique Lacarrière como Dominique, secretario de Lachenay
- Paule Emanuele como Odile, amiga de Franca y esposa de Michel
- Jean Lanier como Michel, marido de Odile
- Maurice Garrel como el Sr. Bontemps, miembro del Comité de Intercambio Cultural de Reims
- Pierre Risch como el Padre Coté, director del Comité de Intercambio Cultural de Reims

Ambos guionistas de la película hicieron cameos no acreditados: François Truffaut hizo la voz de empleado de la gasolinera, y Jean-Louis Richard hizo el rol del hombre que provoca la ira de Franca tras acosarla en la calle en París.

## Producción

### Locaciones de filmacion
- Lisboa, Portugal
- Aeropuerto de París-Orly, Orly, Valle del Marne, Francia
- París, Francia
- Reims, Marne, Francia

## Estreno

### Taquillas
La película no alcanzó un buen desempeño en taquillas.

### Recepción
Si bien fue un fracaso en taquillas, la película recibió críticas generalmente positivas de los críticos tras su estreno y su fama ha seguido creciendo a lo largo de los años. En el agregador de reseñas Rotten Tomatoes, la película tiene un índice de aprobación del 89% según las reseñas de 28 críticos, con una puntuación promedio de 7.8/10.
Roger Ebert le dio a la película tres de cuatro estrellas, calificándola de «misteriosamente profética»,mientras que J. Hoberman de The Village Voice escribió una reseña entusiasta en la que afirmó: «El cuarto largometraje de François Truffaut, The Soft Skin nunca ha recibido mucho respeto, si bien mucha gente (incluido yo mismo) lo considera uno de sus mejores». A la inversa, Stanley Kauffmann de The New Republic escribió que «la última película de Francois Truffaut es un fracaso. Su trama de triángulo de amor es decepcionantemente trillado en todos los aspectos y la conclusión, me temo, es risíblemente melodramática».

### Premios y nominaciones
| Año  | Ceremonia de premiación    | Categoría              | Candidato         | Resultado |
| ---- | -------------------------- | ---------------------- | ----------------- | --------- |
| 1964 | Festival de Cine de Cannes | Palma de Oro           | François Truffaut | Nominada  |
| 1965 | Premios Bodil              | Mejor película europea | La piel suave     | Ganadora  |

### Medios domésticos
La película fue lanzada en formato de vídeo casero en los Estados Unidos por The Criterion Collection, que la describió como un «tesoro de la Nueva Ola francesa, compleja, inteligente y denmasiado poco vista».